# Calandkanaal
Het Calandkanaal loopt vanaf Hoek van Holland parallel aan de Nieuwe Waterweg, en geeft toegang tot de industriegebieden in de Europoort. Het kanaal eindigt in de Brittanniëhaven ten zuiden van Rozenburg, een belangrijk overslagpunt voor auto's. De Rozenburgse sluis geeft sinds 19 april 1971 toegang tot het Hartelkanaal.
Tussen de Nieuwe Waterweg en het Calandkanaal ligt de Landtong (Rozenburg).
Het kanaal is genoemd naar Pieter Caland, ingenieur-directeur bij de verlegging van de Maasmonding door het graven van de Nieuwe Waterweg.
De A15 gaat dicht bij Rozenburg door de Burgemeester Thomassentunnel onder het Calandkanaal door. De tunnel vervangt hier de Calandbrug, die vaak voor files zorgde omdat hij vaak geopend was.
In 2011 en 2012 werd er gewerkt aan een nieuwe kade aan de zuidelijke oever van het Calandkanaal.